# A Woman of No Importance

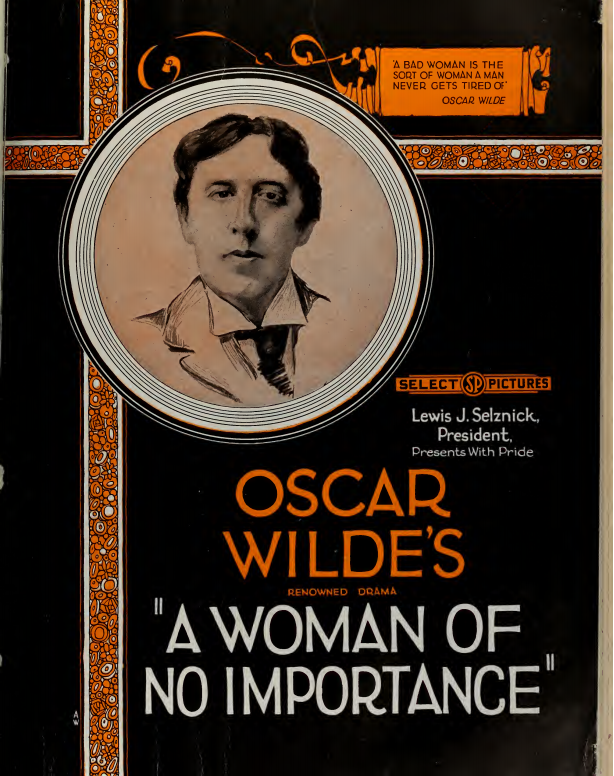
Anúncio com ilustração de Oscar Wilde para o filme "A Woman of No Importance" (1922), adaptado de sua peça, sob a direção de Denison Clift, conforme registrado no Film Daily de 1922

Uma Mulher Sem Importância (A Woman of No Importance, no original em língua inglesa) é uma peça de teatro do autor irlandês Oscar Wilde. A peça estreou em 19 de abril de 1893 no Haymarket Theatre, em Londres. Como outras peças de caráter social de Wilde, a obra satiriza a classe alta inglesa.